# Nikki Haley
Pour les articles homonymes, voir Haley.
Nimarata Haley, dite Nikki Haley, née Randhawa le 20 janvier 1972 à Bamberg (Caroline du Sud), est une femme politique et diplomate américaine.
Membre du Parti républicain, elle est élue à la Chambre des représentants de Caroline du Sud de 2005 à 2011 et gouverneure de Caroline du Sud de 2011 à 2017.
Après s'être opposée à Donald Trump, elle est l'ambassadrice des États-Unis auprès des Nations unies durant les deux premières années de la présidence de celui-ci (2017-2018).
Elle est candidate aux primaires républicaines pour l'élection présidentielle de novembre 2024 aux États-Unis. Dernière candidate en lice face à l'ancien président Donald Trump, elle se retire après le « Super Tuesday » de mars 2024.

## Situation personnelle

### Origines
Nikki Haley naît et est élevée dans une famille de confession sikh. Ses parents sont en effet des émigrés de l'État indien du Pendjab arrivés en Caroline du Sud dans les années 1960.

### Formation
Elle est diplômée des Orangeburg Preparatory Schools (1989) et a également un baccalauréat universitaire en comptabilité de l'université de Clemson.

### Vie privée et familiale
Avant son mariage, elle se convertit au méthodisme, la religion de son mari, Michael Haley, officier dans la Garde nationale des États-Unis. Le 6 septembre 1996, ils se marient à la fois dans une église méthodiste et dans un gurdwara sikh. Elle continue d'assister à des cérémonies sikh par respect pour la religion de ses parents,. Nikki Haley est mère de deux enfants : Rena et Nalin.

## Parcours politique

### Chambre des représentants de Caroline du Sud
En 2004, Nikki Haley bat lors de l'investiture républicaine le représentant d'État sortant Larry Koon, en poste depuis 1975. Elle est ensuite facilement élue à la Chambre des représentants de Caroline du Sud pour le 87e district avec 98,94 % des suffrages. Elle prend ses fonctions le 11 janvier 2005 et est ensuite très largement réélue en 2006 (plus de 99 % des voix) et 2008 (83,12 %). Todd Atwater, membre du Parti républicain, lui succède le 11 janvier 2011.

### Gouverneure de Caroline du Sud

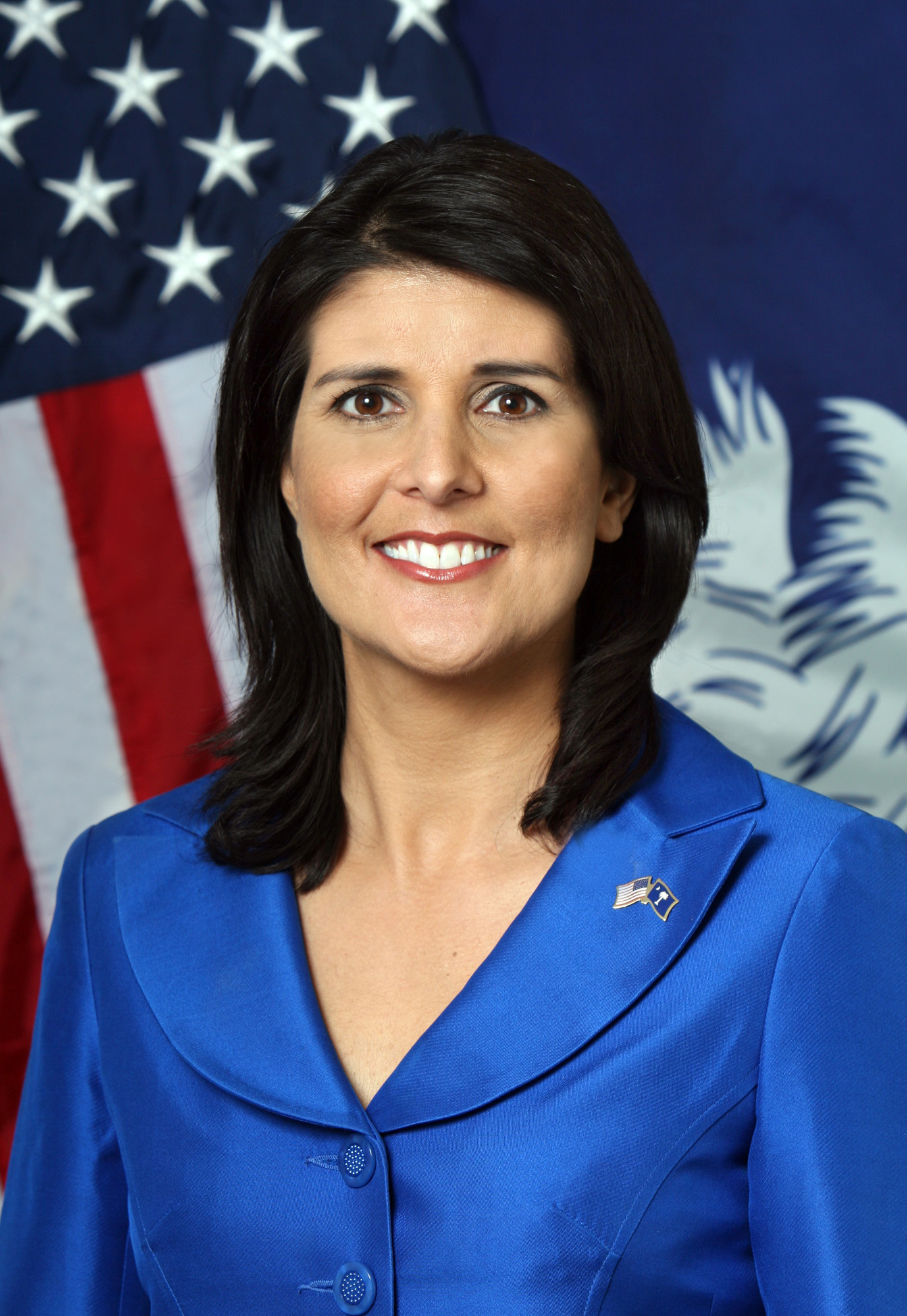
Nikki Haley en 2010.

Le 14 mai 2009, Nikki Haley annonce qu'elle est candidate à l'investiture républicaine pour le poste de gouverneur de Caroline du Sud, alors détenu par le républicain Mark Sanford, qui ne peut se représenter après deux mandats consécutifs. Elle est notamment soutenue dans sa campagne par Jenny Sanford, Première dame de Caroline de Sud, ainsi que Mitt Romney, ancien gouverneur du Massachusetts. Toutefois, elle est alors nettement distancée dans les sondages et dans la collecte de fonds, jusqu'à ce qu'elle soit soutenue par la candidate à la vice-présidence des États-Unis pour le Parti républicain en 2008 et ancienne gouverneure de l'Alaska Sarah Palin. Le 8 juin 2010, Haley arrive en tête avec 48,86 % des voix, contre des « poids lourds politiques » de l'État, à savoir le représentant fédéral Gresham Barrett (en) (21,75 %), le procureur général d'État Henry McMaster (16,93 %) et le lieutenant-gouverneur André Bauer (12,46 %). Au second tour, le 22 juin 2010, Haley est investie en obtenant 65,04 % contre 34,96 % à Barrett.
Le 2 novembre 2010, elle bat Vincent Sheheen, candidat du Parti démocrate et élu au Sénat de Caroline du Sud, en obtenant une majorité absolue des suffrages. Elle devient la première femme à accéder à la fonction de gouverneur de Caroline du Sud et la première femme de couleur à être élue gouverneure d’un État.
En tant que gouverneure, elle affiche son hostilité aux syndicats et aux impôts, ainsi qu’au mariage homosexuel, et se montre réticente à l’accueil de réfugiés syriens.
Nikki Haley est associée au mouvement Tea Party et aux Mama Grizzlies, du fait de l'appui que Sarah Palin lui apporte. En 2011, elle annonce son soutien à Mitt Romney en vue de la primaire présidentielle de 2012.
Réélue lors des élections de 2014 face à Vincent Sheheen qui se représente, elle fait retirer en 2015 le drapeau confédéré de la législature d'État de Caroline du Sud, quelque temps après la tuerie de Charleston, lors de laquelle un suprémaciste blanc assassine neuf noirs et après que la militante Bree Newsome a décroché le drapeau du mat de neuf mètres qu'elle a escaladé, en un geste de désobéissance civile. La position de Nikki Haley est alors considérée comme rassembleuse.
Alors qu'elle avait hérité d'une situation compliquée, avec un taux de chômage de plus de 11 %, elle améliore l'économie de l'État au moyen d'une réduction des dépenses et d'une politique de dérégulation. Cependant, le taux de pauvreté demeure élevé et les services publics restent dégradés.
Elle est mise en avant comme faisant partie de la nouvelle génération de personnalités politiques républicaines, à la fois talentueuse et issue de l'immigration, comme la gouverneure du Nouveau-Mexique Susana Martinez ou le sénateur fédéral pour la Floride Marco Rubio, qu'elle appuie lors des primaires présidentielles de 2016. À la suite du désistement de ce dernier, elle soutient Ted Cruz, faisant lui-aussi partie de la nouvelle génération de personnalités politiques républicains conservatrices. Après l'arrêt de la campagne de Cruz, elle se range derrière le dernier candidat en lice et vainqueur des primaires, Donald Trump, à qui elle s'était publiquement opposée durant les primaires,.

### Ambassadrice à l'Organisation des Nations unies

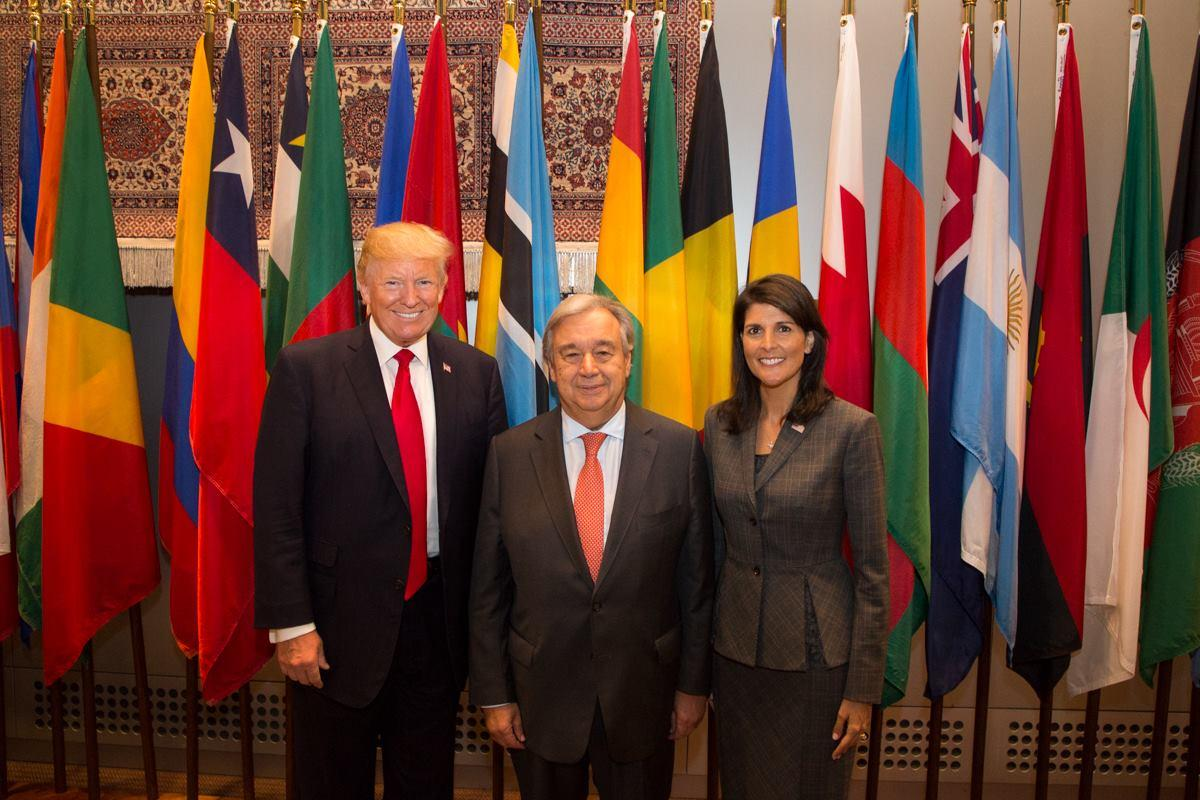
Donald Trump, Nikki Haley et le secrétaire général des Nations unies António Guterres en 2017.

Le 23 novembre 2016, Donald Trump choisit Nikki Haley comme future ambassadrice des États-Unis auprès des Nations unies. Le 20 janvier 2017, sa nomination est officiellement proposée au Sénat des États-Unis. Elle est confirmée quatre jours plus tard et démissionne de son mandat de gouverneur ; elle entre en poste le jour suivant. En quelques mois, elle s'impose comme une « étoile montante » de la diplomatie américaine. Considérée comme une pragmatique, elle parvient à maintenir un canal de discussion entre l'ONU et l'administration Trump, pourtant hostile à l'institution internationale.
Lors d'une réunion à l'ONU, elle brandit des photos d'enfants syriens morts, à la suite d'une attaque chimique qui aurait été menée par le régime de Bachar el-Assad ; elle fustige alors son allié russe en déclarant : « combien d'enfants devront encore mourir avant que la Russie ne s'en soucie ? ».

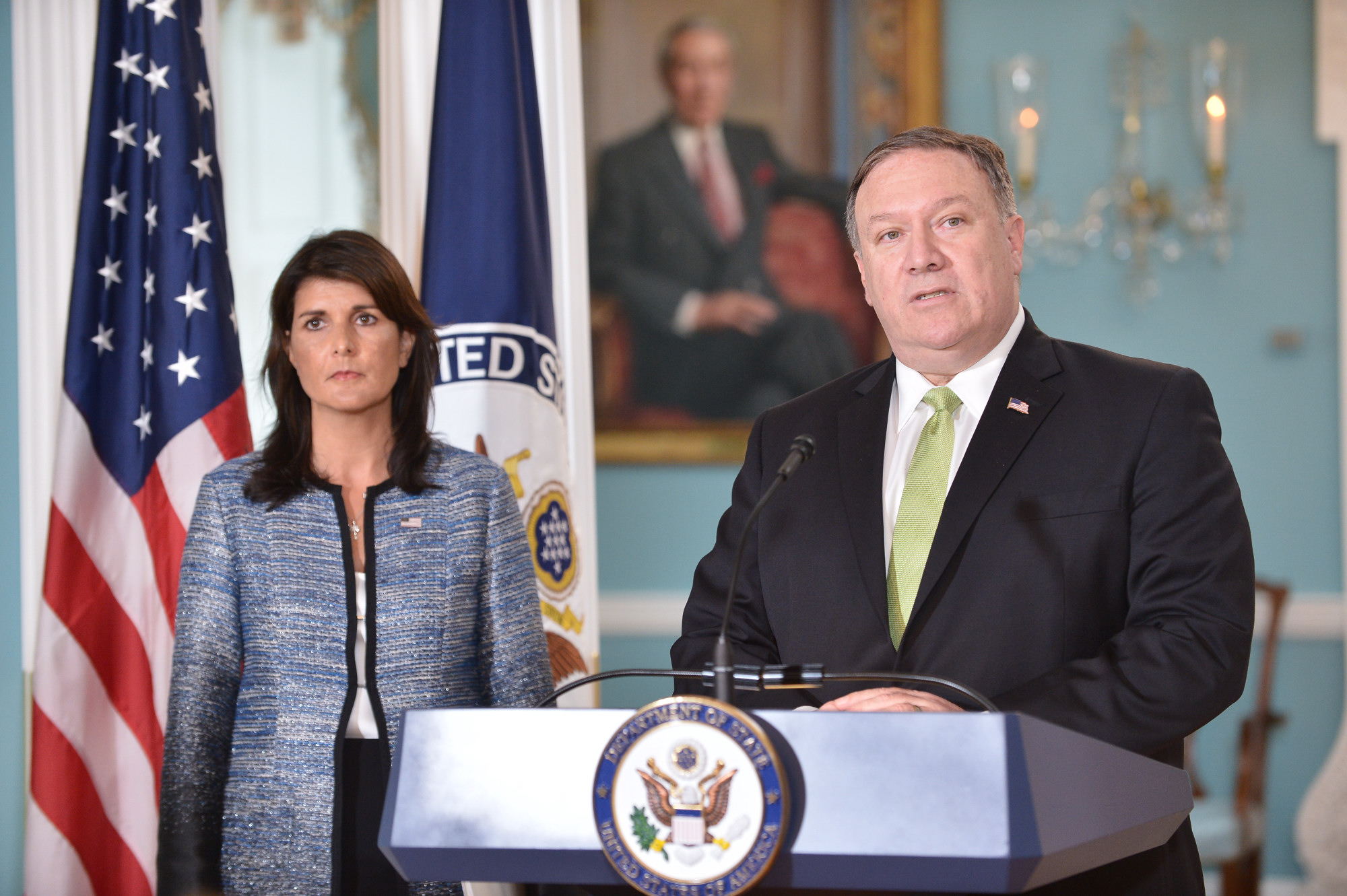
Haley avec le secrétaire d'État Mike Pompeo, en 2018.

En décembre 2017, elle adresse une vive mise en garde aux membres de l'ONU avant l’adoption d’une résolution condamnant la reconnaissance par Washington de Jérusalem comme capitale d'Israël : « Nous ne nous attendons pas à ce que ceux que nous avons aidés nous ciblent. Jeudi, il y aura un vote critiquant notre choix. Les États-Unis noteront les noms »,. Par ailleurs, elle encourage le déménagement de l'ambassade américaine de Tel Aviv à Jérusalem.
À son bilan, elle porte ainsi une attitude offensive à l'égard de la Syrie, une fermeté vis-à-vis de Moscou (davantage que le président Trump), mais aussi de lourdes sanctions contre la Corée du Nord ou encore un embargo sur les armes au Soudan du Sud[réf. nécessaire]. Elle défend également une réforme de l'ONU, qui passerait par des économies, et critique des ONG défendant les droits de l'homme[réf. nécessaire]. Appliquant la politique trumpienne prenant le contre-pied du multilatéralisme, elle défend aussi le retrait des États-Unis de l'Office de secours et de travaux des Nations unies pour les réfugiés de Palestine dans le Proche-Orient, de l'accord de Paris sur le climat, du Conseil des droits de l'homme des Nations unies, de l'UNESCO et de l'accord de Vienne sur le nucléaire iranien.
Elle présente sa démission le 9 octobre 2018, mais reste cependant en poste jusqu'à la fin de la même année. Pour expliquer sa démission surprise, des désaccords politiques avec Donald Trump (décret anti-immigration, nomination de Brett Kavanaugh à la Cour suprême) ou un moyen d'éviter une enquête judiciaire sur des vols en jet privé offerts par des hommes d'affaires sont avancés. Le 7 décembre, le président Trump annonce qu'il nomme Heather Nauert pour lui succéder mais celle-ci renonce à sa candidature le 16 février 2019 ; c'est finalement Kelly Knight Craft qui lui succède.

### Passage en dehors de la politique
En avril 2019, elle est nommée au conseil d'administration de Boeing dont elle démissionne l'année suivante, étant opposée à la demande de renflouement de l'avionneur par des fonds publics, pour cause de pandémie.
En novembre 2019, elle publie ses mémoires, With All Due Respect (St. Martin's Press).
Par ailleurs, elle gagne aussi sa vie comme conférencière dont les cachets peuvent aller jusqu'à 200 000 dollars.

### Candidature aux primaires républicaines de 2024
Dès sa démission de son poste à l'ONU en 2018, Nikki Haley est considérée comme une potentielle future candidate à la présidence des États-Unis. Elle déclare en février 2021 que Donald Trump ne pourra pas briguer un nouveau mandat en 2024, celui-ci ayant selon elle « laissé tomber » le Parti républicain et étant « tombé trop bas » en s'obstinant à refuser sa défaite à l'élection présidentielle de 2020. Elle confirme par ailleurs envisager de présenter sa candidature à l'élection présidentielle de 2024. En 2021, elle déclare cependant qu'elle ne candidatera pas à une élection si Trump est déjà candidat.

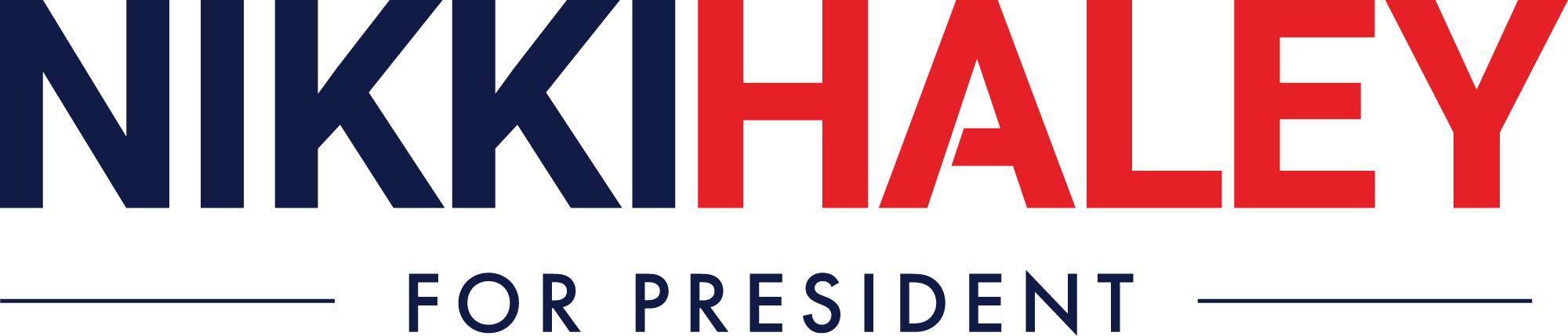
Logo utilisé pour sa campagne aux primaires présidentielles républicaines de 2024.

Le 14 février 2023, elle annonce sa candidature aux primaires républicaines pour l'élection présidentielle de 2024, faisant d'elle la première personnalité républicaine à défier l'ancien président Trump,. Elle annonce vouloir « des tests obligatoires de compétence mentale pour les politiciens de plus de 75 ans », visant implicitement Joe Biden et Donald Trump. Elle est la cinquième femme et la première femme de couleur à être candidate à l’investiture républicaine,.
Elle se situe en novembre 2023 en troisième position dans les sondages nationaux pour l'investiture républicaine, derrière Donald Trump et Ron DeSantis, avec environ 10 % d'intentions de vote. Ses progrès dans les sondages, dus notamment à ses bonnes prestations télévisées, lui permettent de gagner le soutien de plusieurs des principaux donateurs du Parti républicain, dont la famille Koch, Kenneth C. Griffin et Reid Hoffman,. Elle reçoit également le soutien des gouverneurs du New Hampshire et du Vermont, ainsi que la sympathie de certains démocrates, qui la voient en alternative à un Donald Trump plus radical.
Elle fait l'objet de critiques à la fin de l'année 2023, lorsqu'elle ne mentionne pas l'esclavage en réponse à la question d'un électeur lors d'un débat télévisé : « quelle était la cause de la guerre civile américaine ? ». Elle revient sur ses propos par la suite.
Lors du caucus de l'Iowa, elle arrive en troisième position derrière Ron DeSantis et Donald Trump avec 19 % des voix. À la primaire du New Hampshire, à la suite de l'abandon de Ron DeSantis, elle arrive en deuxième position derrière Donald Trump, avec 43 % des voix,. Lors de la primaire de Caroline du Sud (en), l'État dont elle a été gouverneure pendant 6 ans, Haley est largement battue et obtient près de 40 % des voix. Elle est largement battue dans différentes primaires: au Michigan, en Idaho et au Missouri. Cependant, elle gagne sa première primaire à Washington D.C. (en) avec près de 63 % des voix et elle devient la première femme à remporter une primaire présidentielle républicaine dans l'histoire des États-Unis.
Au cours du Super Tuesday le 5 mars, elle ne remporte qu'un seul État, celui du Vermont, contre quatorze pour Donald Trump, et annonce en conséquence le lendemain qu'elle se retire de la course à l'investiture républicaine,. Elle refuse toutefois d'apporter son soutien à Trump alors qu'elle s'y était engagée auprès du parti.
Toutefois, en mai 2024, elle annonce qu’elle votera finalement pour Donald Trump et lors de la convention républicaine de Milwaukee en juillet, elle monte sur scène pour lui apporter son soutien.

## Prises de position

### Économie
Durant sa campagne pour les primaires présidentielles républicaines de 2024, elle présente un programme libéral sur le plan économique (Freedom Plan), qui prévoit une importante réduction des dépenses publiques, une limitation de la sécurité sociale pour les plus jeunes et des réductions de taxes pour les classes moyennes et les PME. Favorable aux droits des États fédérés, elle dénonce les réglementations fédérales et l'« Obamacare ».

### Environnement
Nikki Haley admet que le changement climatique est causé par l'activité humaine, en refusant toute politique qui exigerait que les États-Unis réduisent leurs émissions de gaz à effet de serre. Elle s’engage, au cas où elle serait élue, à ce que le pays se retire une nouvelle fois de l'accord de Paris sur le climat, ainsi qu’à supprimer les textes de loi limitant la production de combustibles fossiles et réduisant la pollution des centrales électriques et des véhicules. Elle refuse également toute subvention aux énergies renouvelables[réf. nécessaire].

### Questions sociales
Elle est opposée au droit à l'avortement : si en 2016, en tant que gouverneure, elle promulgue une loi interdisant l'IVG au-delà de cinq mois de grossesse, elle refuse cependant le recours à une loi fédérale pour interdire l'avortement. 
Tout en étant critique de l'immigration illégale et en demandant le renforcement des pouvoirs de l'United States Immigration and Customs Enforcement (ICE), elle n'est pas favorable au décret présidentiel 13769 (« anti-musulmans ») du président Trump,.
Elle est favorable au port d’armes, se définissant comme une « fervente défenseuse du deuxième amendement » de la Constitution américaine. Elle indique s’être « battue pour protéger les droits des propriétaires d’armes à feu en tant que gouverneure ».
Elle a déclaré que la loi sur les droits parentaux en matière d’éducation, connue sous le nom de loi Don't Say Gay (« Ne dites pas gay »), n'allait pas assez loin, dans la mesure où les interdictions de discuter de sexualité avant la troisième année (équivalent du CE2 en France) devraient selon elle faire l'objet d'un consentement parental, et elle a suggéré qu'elles soient étendues jusqu'à la septième année (équivalent de la classe de 5e en France). Elle déclare durant sa campagne pour les primaires de 2024 qu'elle soutient la « liberté » en ce qui concerne le mariage homosexuel, après s'y être opposée. Elle décrit la participation des femmes transgenres aux sports féminins comme une menace pour la capacité des femmes cisgenres à concourir dans les catégories féminines.

### Affaires étrangères
Présentée comme un « faucon », hostile à l'isolationnisme défendu par ses adversaires républicains aux primaires de 2024, elle plaide pour un soutien accru à l'Ukraine face à la Russie et à Israël face au Hamas. Elle s'oppose aussi à toute coopération avec la Chine, l’Iran et la Corée du Nord,. Dans une tribune, elle s'engage à « supprimer chaque centime de l'aide étrangère aux pays » qu'elle considère comme des « ennemis » des États-Unis.
En mai 2024, elle écrit « Finish Them! » (en français « achevez-les ! ») sur un obus israélien lors d'une visite dans le pays, pendant l'offensive d'Israël sur Gaza,. La publication d'une photographie de Nikki Haley écrivant ce message sur l'obus intervient au lendemain d'un bombardement meurtrier sur le camp de Rafah, tuant une cinquantaine de réfugiés, et provoque une vague d'indignation,.

## Historique électoral
| Année | Nikki Haley | Démocrate | Vert   | Libertarien | Indépendants |
| ----- | ----------- | --------- | ------ | ----------- | ------------ |
| Année |             |           |        |             |              |
| 2010  | 51,37 %     | 46,91 %   | 1,50 % | —           | 0,22 %       |
| 2014  | 55,90 %     | 41,42 %   | —      | 1,24 %      | 1,44 %       |